# Баккаваллен
Стадион «Баккаваллен» (швед. Backavallen) — спортивное сооружение в Катринехольме, Швеция. Сооружение предназначено для проведения футбольных матчей в летний период, хоккейных — в зимний. Арену для домашних игр использует команда по хоккею с мячом «Катринехольм Вэрмбул». Трибуны спортивного комплекса вмещают 8 500 зрителей.
Открыта арена в 1962 году. Рекорд посещаемости, который равен 8536 человек, был установлен в матче чемпионата Швеции 1966/1967, между командами «Катринехольм» и «Хеллефорснес».
Инфраструктура: искусственный лёд с 1964 года.

## Информация
Адрес: Катринехольм, Prins Bertils Gata, 1 (Katrineholm)